# Da'an (Zigong)
Da'an (en chino simplificado, 大安; pinyin, Dà'ān qū) es un distrito urbano bajo la administración directa de la ciudad-prefectura de Zigong. Se ubica en la provincia de Sichuan, centro-sur de la República Popular China. Su área es de 398 km² y su población total para 2010 fue más de 300 mil habitantes.

## Administración
El distrito de Da'an se divide en 16 pueblos que se administran en 4 subdistritos, 9 poblados y 3 villas.